# Донє Ново Село (Ніємці)
Донє Ново Село (хорв. Donje Novo Selo) — населений пункт у Хорватії, у Вуковарсько-Сремській жупанії у складі громади Ніємці.

## Населення
Населення за даними перепису 2011 року становило 498 осіб.
Динаміка чисельності населення поселення:

## Клімат
Середня річна температура становить 11,19 °C, середня максимальна – 25,60 °C, а середня мінімальна – -6,00 °C. Середня річна кількість опадів – 687 мм.
| Клімат поселення                              | Клімат поселення | Клімат поселення | Клімат поселення | Клімат поселення | Клімат поселення | Клімат поселення | Клімат поселення | Клімат поселення | Клімат поселення | Клімат поселення | Клімат поселення | Клімат поселення | Клімат поселення |
| Показник                                      | Січ.             | Лют.             | Бер.             | Квіт.            | Трав.            | Черв.            | Лип.             | Серп.            | Вер.             | Жовт.            | Лист.            | Груд.            |                  |
| Середній максимум, °C                         | 6,02             | 8,11             | 12,69            | 17,39            | 22,69            | 25,60            | 25,33            | 25,07            | 21,09            | 15,57            | 9,60             | 5,70             |                  |
| Середня температура, °C                       | 0,01             | 2,10             | 6,70             | 11,40            | 16,67            | 19,60            | 21,24            | 20,98            | 17,00            | 11,49            | 5,51             | 1,60             |                  |
| Середній мінімум, °C                          | −6               | −3,93            | 0,66             | 5,37             | 10,67            | 13,56            | 17,18            | 16,88            | 12,91            | 7,41             | 1,42             | −2,5             |                  |
| Норма опадів, мм                              | 44               | 40               | 42               | 55               | 62               | 89               | 71               | 63               | 52               | 54               | 62               | 53               |                  |
| Середньомісячна швидкість вітру, м/с          | 2.09             | 2.30             | 2.70             | 2.60             | 2.30             | 2.10             | 2.10             | 1.90             | 1.89             | 2.00             | 2.10             | 2.10             |                  |
| Середньомісячна сонячна радіація, кДж/м²·день | 4431             | 7126             | 11188            | 15617            | 19384            | 21551            | 22347            | 20407            | 15104            | 9593             | 4976             | 3657             |                  |
| --------------------------------------------- | ---------------- | ---------------- | ---------------- | ---------------- | ---------------- | ---------------- | ---------------- | ---------------- | ---------------- | ---------------- | ---------------- | ---------------- | ---------------- |
| Джерело:                                      |                  |                  |                  |                  |                  |                  |                  |                  |                  |                  |                  |                  |                  |